# Blepephaeus modicus
Blepephaeus modicus är en skalbaggsart som först beskrevs av Charles Joseph Gahan 1888.  Blepephaeus modicus ingår i släktet Blepephaeus och familjen långhorningar. Inga underarter finns listade.